# La Mégère apprivoisée (téléfilm)
Pour les articles homonymes, voir La Mégère apprivoisée (homonymie).
La Mégère apprivoisée est un téléfilm français réalisé par Pierre Badel pour la RTF en 1964.
Diffusé sur la RTF le soir de Noël 1964, ce téléfilm se caractérise par l'extrême liberté prise par rapport à l’œuvre de Shakespeare. Le réalisateur a notamment simplifié la pièce et opté pour une fin originale dans laquelle Catharina ne se soumet pas mais partage les tâches avec son mari.
Les interprétations de Rosy Varte et de Bernard Noël participent à la fraîcheur et à la vitalité de l’adaptation.

## Résumé
Gemio et Hortensio font la cour à Bianca (Caroline Cellier), fille cadette de Baptista, riche seigneur de Padoue. Mais celui-ci a décidé qu’elle ne se marierait que lorsque sa fille aînée, Catharina (Rosy Varte), aurait trouvé un mari en dépit de son mauvais caractère. Les prétendants de Bianca se concertent afin de trouver un époux à la mégère. Leur choix se porte sur Petrucchio (Bernard Noël), homme de guerre rude et sans vergogne qui cherche fortune à tout prix.

## Fiche technique
- Adaptation de la pièce de William Shakespeare
- Réalisation : Pierre Badel
- Adaptation : Albert Vidalie
- Image : René Mathelin
- Son : Jean-Claude Dumoulin
- Montage : Jean-Raymond Cuguillière
- Musique : Jacques Datin, Alain Goraguer
- Décors : Jean-Baptiste Hugues
- Production : RTF
- Musique : Jacques Datin
- Format : Noir et blanc, 16 mm
- Durée : 110 min
- Date de diffusion : 1964

## Distribution
- Christian Marin
- Henri Virlogeux
- Maurice Coussonneau
- Lucien Baroux
- Rosy Varte
- Caroline Cellier
- Bernard Noël
- Jean-Paul Roussillon